# Cuatro lunas
Cuatro lunas (tiếng Anh: Four Moons) là một bộ phim truyền hình Mexico năm 2014 do Sergio Tovar Velarde làm đạo diễn.
Nó có sự tham gia của Antonio Velázquez, Alejandro de la Madrid, César Ramos, Gustavo Egelhaaf, Alonso Echánove, Alejandro Belmonte, Karina Gidi và Juan Manuel Bernal. Đây là một trong số mười bốn phim lọt vào danh sách ngắn của Mexico để gửi đến Giải Oscar cho phim ngoại ngữ hay nhất tại Giải Oscar lần thứ 88, nhưng thua 600 Miles. Alonso Echánove được đề cử Giải Ariel cho Nam diễn viên phụ xuất sắc nhất năm 2015 cho vai diễn trong Cuatro Lunas.

## Nội dung
Bốn câu chuyện đan xen và phức tạp về tình yêu và sự chấp nhận (của bản thân và của những người khác): một cậu bé đã bị thu hút bởi người anh họ nam của mình trong suốt cuộc đời; hai sinh viên đại học bắt đầu một mối quan hệ bí mật; một cặp vợ chồng cam kết bị thử thách nghiêm trọng bởi sự xuất hiện của một người đàn ông khác; và một người đàn ông đã kết hôn già bị lóa mắt bởi một người đàn ông trẻ đã kết hôn hối hả trở về với gia đình của mình.

## Diễn viên
- Antonio Velázquez (es) vai Hugo
- Alejandro de la Madrid vai Andrés
- César Ramos vai Fito
- Gustavo Egelhaaf vai Leo
- Alonso Echánove vai Joaquín
- Alejandro Belmonte (es) vai Gilberto
- Karina Gidi (es) [17] vai Laura
- Gabriel Santoyo [18]  vai Mauricio
- Sebastián Rivera [19] vai Oliver
- Juan Manuel Bernal [20] vai Héctor
- Marta Aura (es) vai Petra
- Mónica Dionne [21] vai Aurora
- Astrid Hadad vai Alfonsina
- Hugo Catalán [22][23] vai Sebastián
- Jorge Luis Moreno vai Enrique
- Luis Arrieta vai Alfredo
- Laura de Ita [24] vai Amanda
- Joaquín Rodríguez [25] vai Bruno
- Marisol Centeno vai Mariana
- Alejandra Ley vai Tania
- Héctor Arredondo vai linh mục
- Ricardo Polanco (es) vai Rolando
- Renato Bartilotti vai Doctor
- Oscar Olivares vai Alejandro
- Martín Barba vai Pepe